# Evangelische Kirche Ausbach

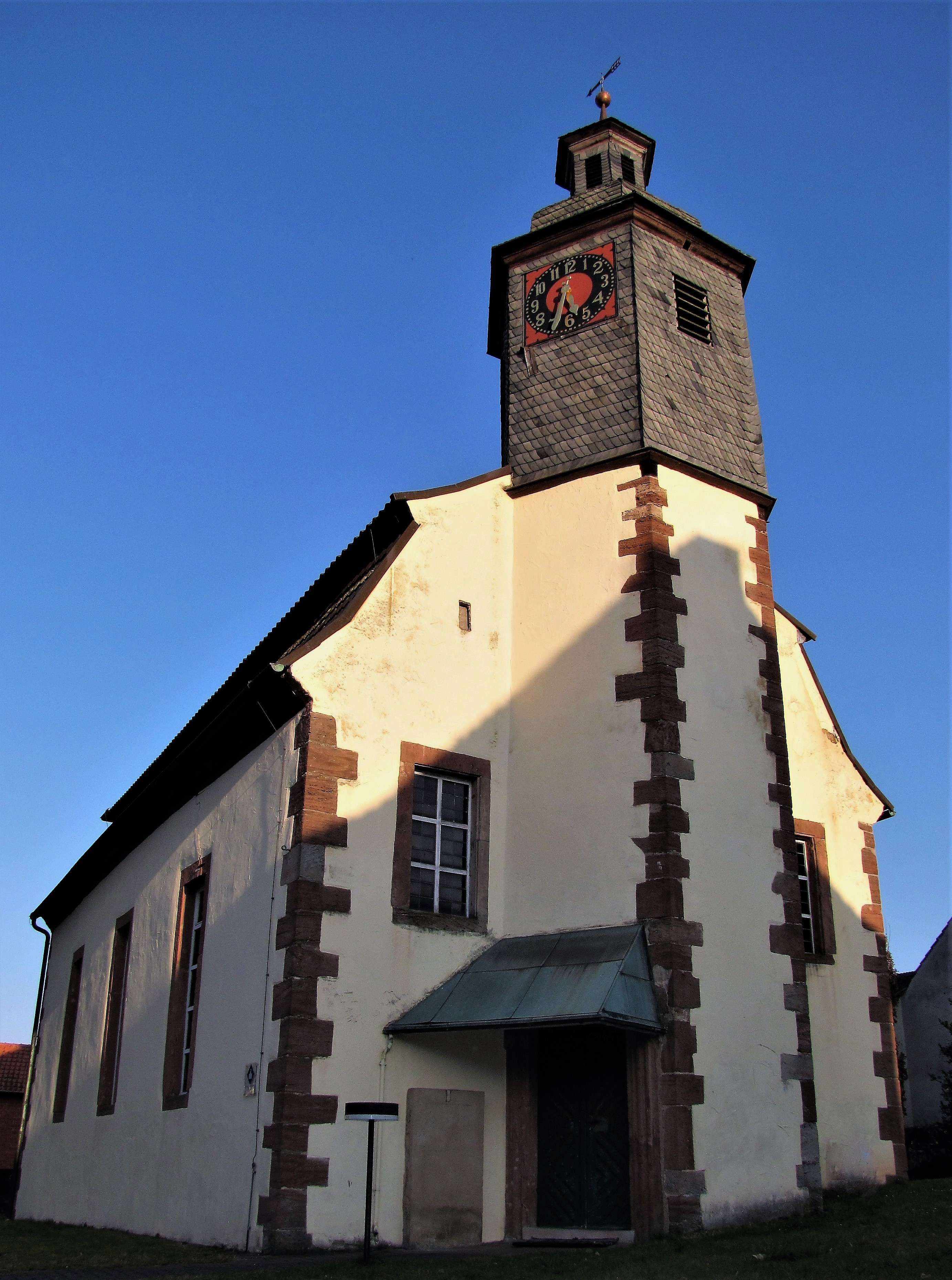
Kirche Ausbach

Die evangelische Kirche Ausbach ist ein denkmalgeschütztes Kirchengebäude in Ausbach, einem Ortsteil der Gemeinde Hohenroda im Landkreis Hersfeld-Rotenburg (Hessen). Sie gehört zur Kirchengemeinde Ransbach-Ausbach im Kirchenkreis Hersfeld-Rotenburg im Sprengel Hanau-Hersfeld der Evangelischen Kirche von Kurhessen-Waldeck.

## Geschichte und Architektur

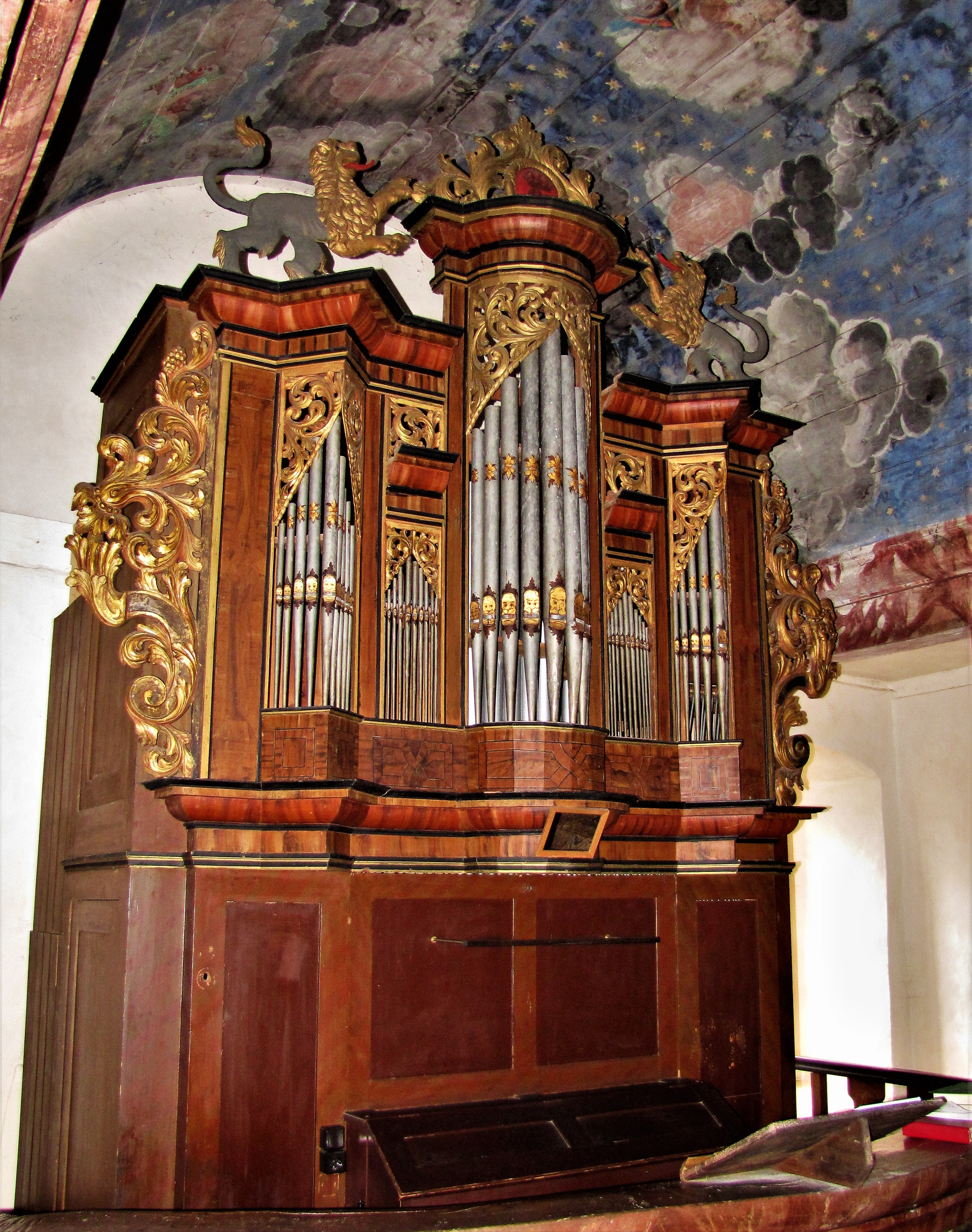
Orgel

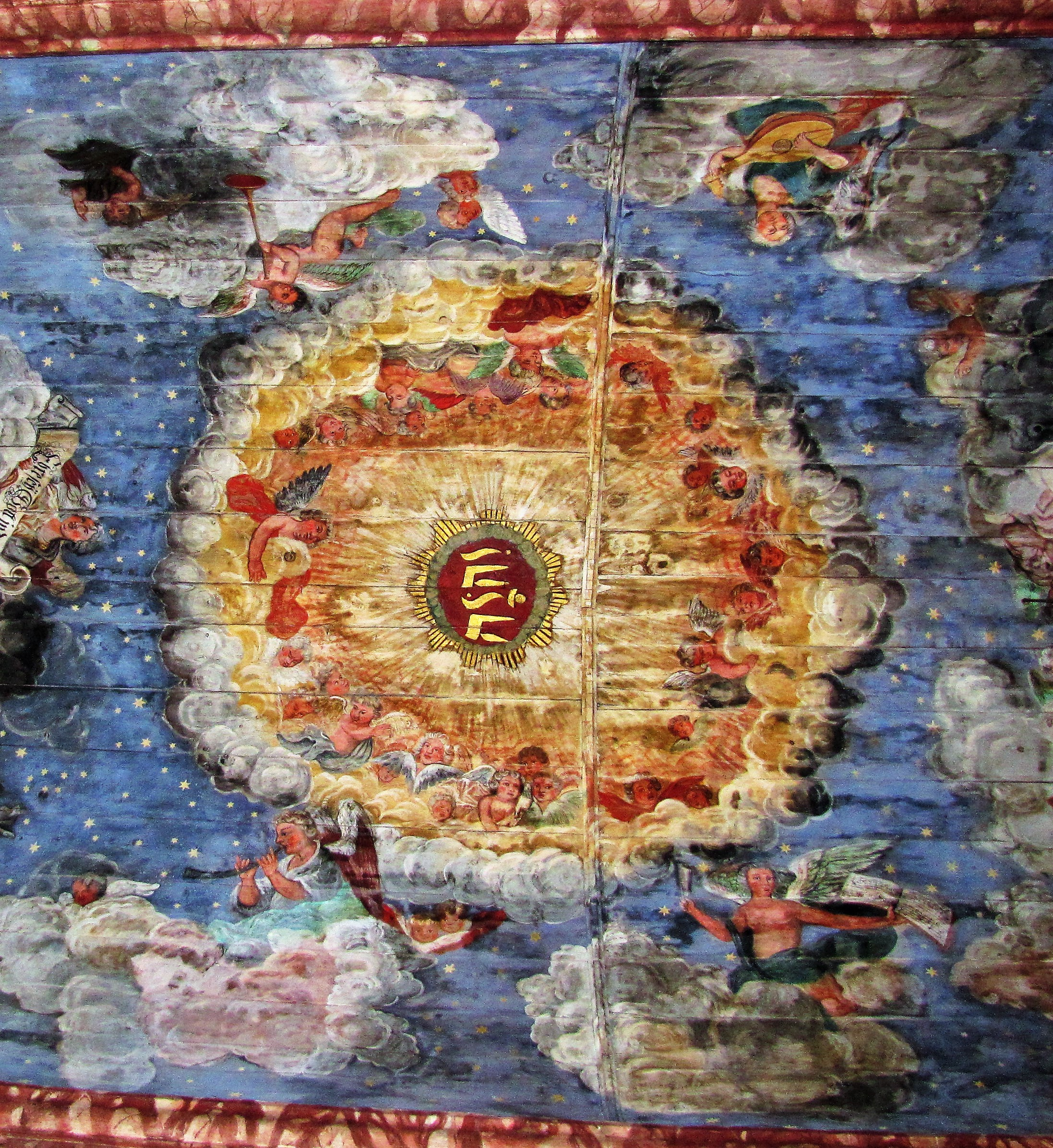
Deckenausmalung

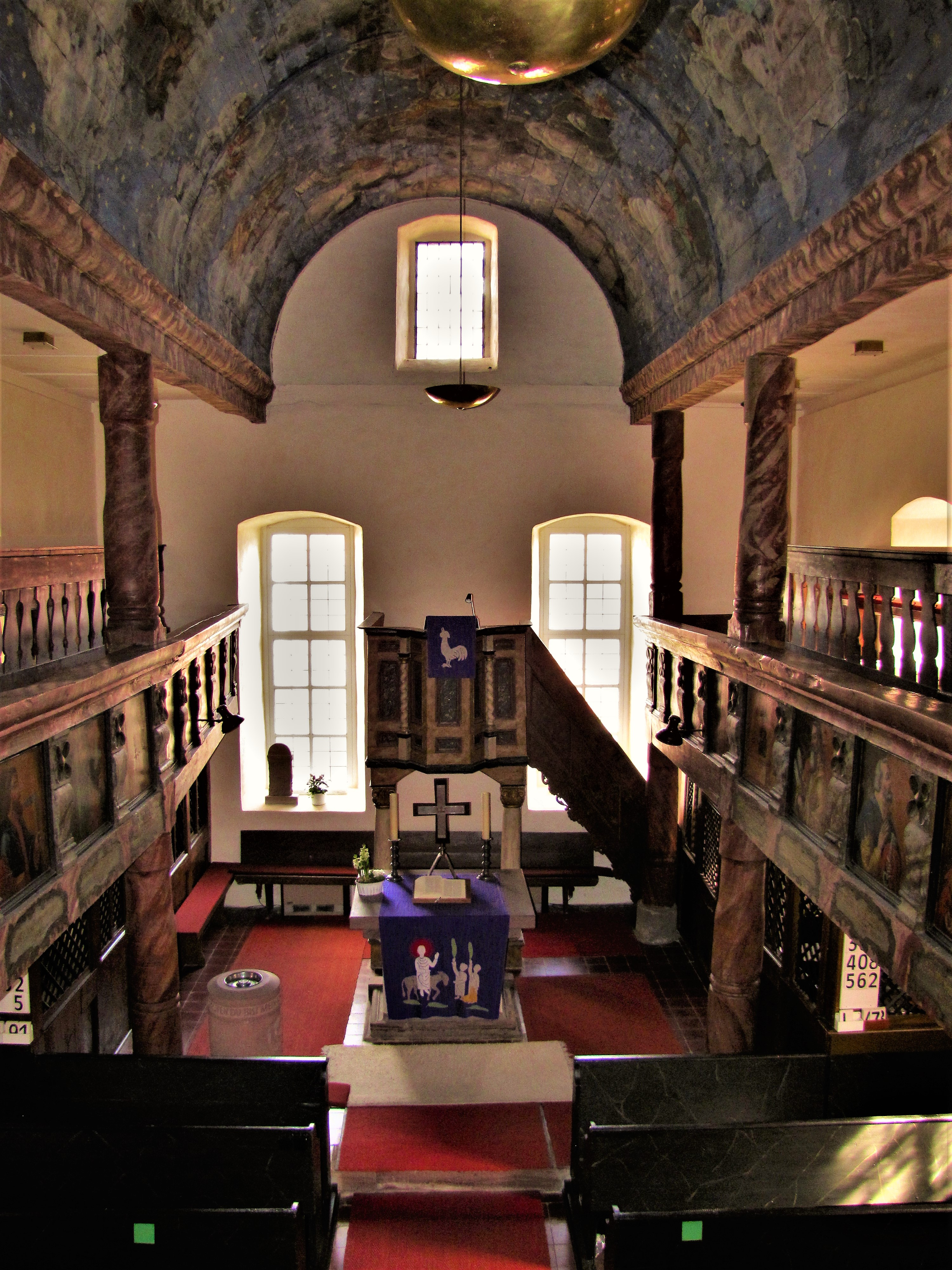
Altar und Kanzel

Der barocke Saalbau mit Mansarddach wurde 1730 wahrscheinlich von Adam Joh. Erdinger errichtet. An der Westseite steht ein sechsseitiger Turm mit einer Haubenlaterne. Die zur Decke hochgeführten Rundpfosten der dreiseitigen Empore tragen das Tonnengewölbe. Die Kirche steht inmitten eines Wehrfriedhofes, dessen Ringmauern erhalten sind.

## Ausstattung
- Hinter dem Altar steht die Kanzel.
- Die Brüstungsfelder und die Tonne sind farbenfroh bemalt.
- Die Orgel wurde 1734 von Joh. Weyer gebaut.[1]